# Sybin
Sybin (rum. Sibiu, węg. Nagyszeben, niem. Hermannstadt) – miasto w środkowej Rumunii, w Siedmiogrodzie, stolica okręgu Sybin. Leży nad rzeką Cibin, dopływem Aluty.

## Historia
Sybin został założony w roku 1190 przez saskich kolonistów na terenie ówczesnego Królestwa Węgier. Najprawdopodobniej zostało zbudowane w pobliżu rzymskiego posterunku, Caedonii, opuszczonego w czasach przybycia Sasów.
W XIV wieku Sybin był już ważnym ośrodkiem handlu. W 1376 roku rzemieślnicy byli podzieleni na 19 cechów. Miasto było także najważniejszym z siedmiu miast, które dały najpierw niemiecką – Siebenbürgen – a następnie polską – Siedmiogród – nazwę Transylwanii. Znajdował się tu także Universitas Saxorum, zgromadzenie Niemców w Siedmiogrodzie. Zwyczajowo w XVII wieku opisywano Sybin jako najbardziej wysunięte na wschód miasto kultury zachodnioeuropejskiej; było także ważnym skrzyżowaniem szlaków pocztowych biegnących na wschód – do Turcji i dalej do Persji, Chin.
Dnia 15 marca 1849 w czasie powstania węgierskiego, w okolicach Sybinu miała miejsce ważna bitwa pod dowództwem gen. Józefa Bema dowodzącego powstańcami węgierskimi przeciw połączonym siłom austriacko-rosyjskim. W 1897 roku na zamówienie Węgrów grupa polskich i węgierskich malarzy pod kierunkiem Jana Styki namalowała poświęcony temu wydarzeniu obraz pod tytułem Panorama siedmiogrodzka.
W XVIII i XIX wieku Sybin stał się ważnym ośrodkiem dla Rumunów zamieszkujących zarówno Siedmiogród, jak i zależne od Turcji Hospodarstwa Wołoskie i Mołdawskie. Swoją siedzibę miał tu Banca Albina, pierwszy bank, którego właścicielem był Rumun, a także ASTRA (Siedmiogrodzkie Stowarzyszenie Literatury i Kultury Rumuńskiej). W latach 60. XIX wieku w Sybinie ulokowano siedzibę prawosławnej rumuńskiej metropolii siedmiogrodzkiej – do tej pory miasto ma status jednego z najważniejszych centrów duchowych Rumuńskiego Kościoła Prawosławnego.
Po I wojnie światowej i ostatecznym rozpadzie Austro-Węgier Sybin wszedł w skład Rumunii – potwierdzono to traktatem z Trianon. Część populacji miasta nadal stanowią Węgrzy i Niemcy, chociaż duża część tych ostatnich wyemigrowała do RFN po rumuńskiej rewolucji. Obecnie 2% populacji Sybina to Węgrzy, a 1,6% – Niemcy. Z grona tych ostatnich pochodzi były prezydent Rumunii w latach 2014-2025, Klaus Johannis, sprawujący poprzednio urząd mera Sybina (2000-2014). Swoje dzieciństwo spędziła w Sybinie Joanna Rawik.
W 2007 roku Sybin pełnił honory Europejskiej Stolicy Kultury.

## Transport
Sybin jest ważnym węzłem drogowym. Międzynarodowa droga E68/1 krzyżuje się tu z drogami krajowymi nr 7 i 14. W Sybinie znajduje się także międzynarodowy port lotniczy. Miasto jest również węzłem kolejowym, z obsługiwanymi przez CFR Călători połączeniami do Braszowa, Râmnicu Vâlcei, Alba Iulia, Oradei i Bukaresztu. W mieście znajduje się stacja kolejowa Sibiu.
Operatorem komunikacji miejskiej jest Tursib. Obsługuje on jedną podmiejską linię tramwajową do Rășinari, pięć linii trolejbusowych oraz około dwudziestu linii autobusowych.

## Gospodarka
W mieście rozwinął się przemysł maszynowy, metalowy, precyzyjny, chemiczny, włókienniczy, odzieżowy, spożywczy, drzewny oraz obuwniczy.

## Muzea
- Muzeum Brukenthala
  - Muzeum historyczne
  - Muzeum historii farmacji
  - Muzeum historii naturalnej
  - Muzeum broni i trofeów myśliwskich

- Muzeum ASTRA
  - Muzeum etnografii i sztuki ludowej im. Emila Sigerusa
  - Muzeum etnografii powszechnej „Franz Binder”
  - Muzeum kultury siedmiogrodzkiej „ASTRA”
  - Muzeum techniki ludowej (Muzeum tradycyjnej kultury ludowej „ASTRA”)

## Miasta partnerskie
- Bauru, Brazylia
- Columbia, USA
- Klagenfurt am Wörthersee, Austria
- Landshut, Niemcy
- Marburg, Niemcy
- Mechelen, Belgia
- Rennes, Francja
- Valencia, Wenezuela
- Wirral, Wielka Brytania

## Ludzie związani z Sybinem
- Samuel von Brukenthal – habsburski gubernator Wielkiego Księstwa Siedmiogrodu
- Hermann Oberth – austriacko-niemiecki fizyk i wynalazca
- Mario Bischin – rumuński piosenkarz
- Philipp Johann Ferdinand Schur – niemiecki botanik, założyciel Siedmiogrodzkiego Towarzystwa Nauk Przyrodniczych
- Klaus Iohannis – Prezydent Rumunii

## Galeria
Widok ogólny centrum Sybina. Od lewej wieża ratuszowa, katedra ewangelicka NMP, kościół kalwiński.
Po prawej katedra prawosławna

### Widoki miasta

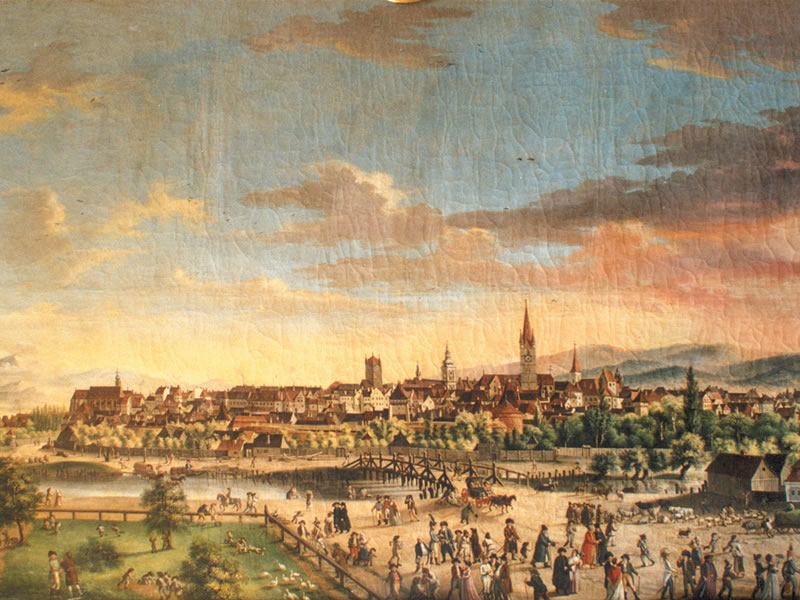
Sybin według obrazu Fransa Neuhausera z 1808
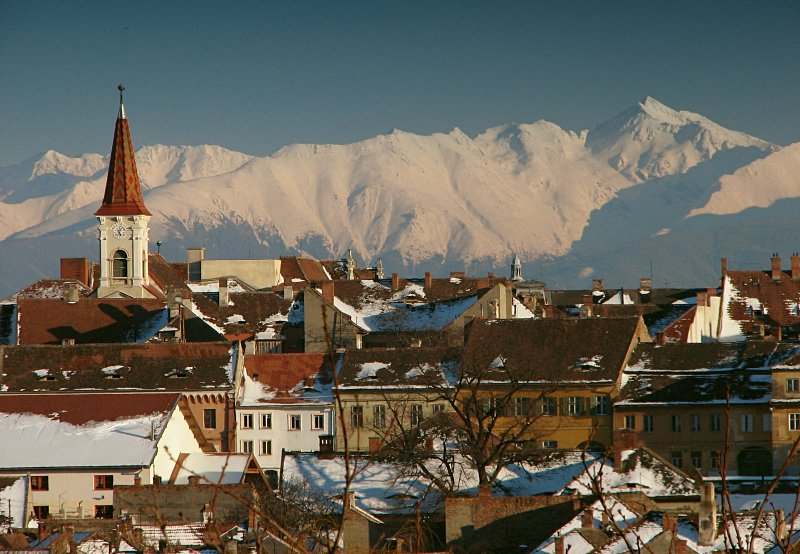
Widok miasta z kościołem kalwińskim
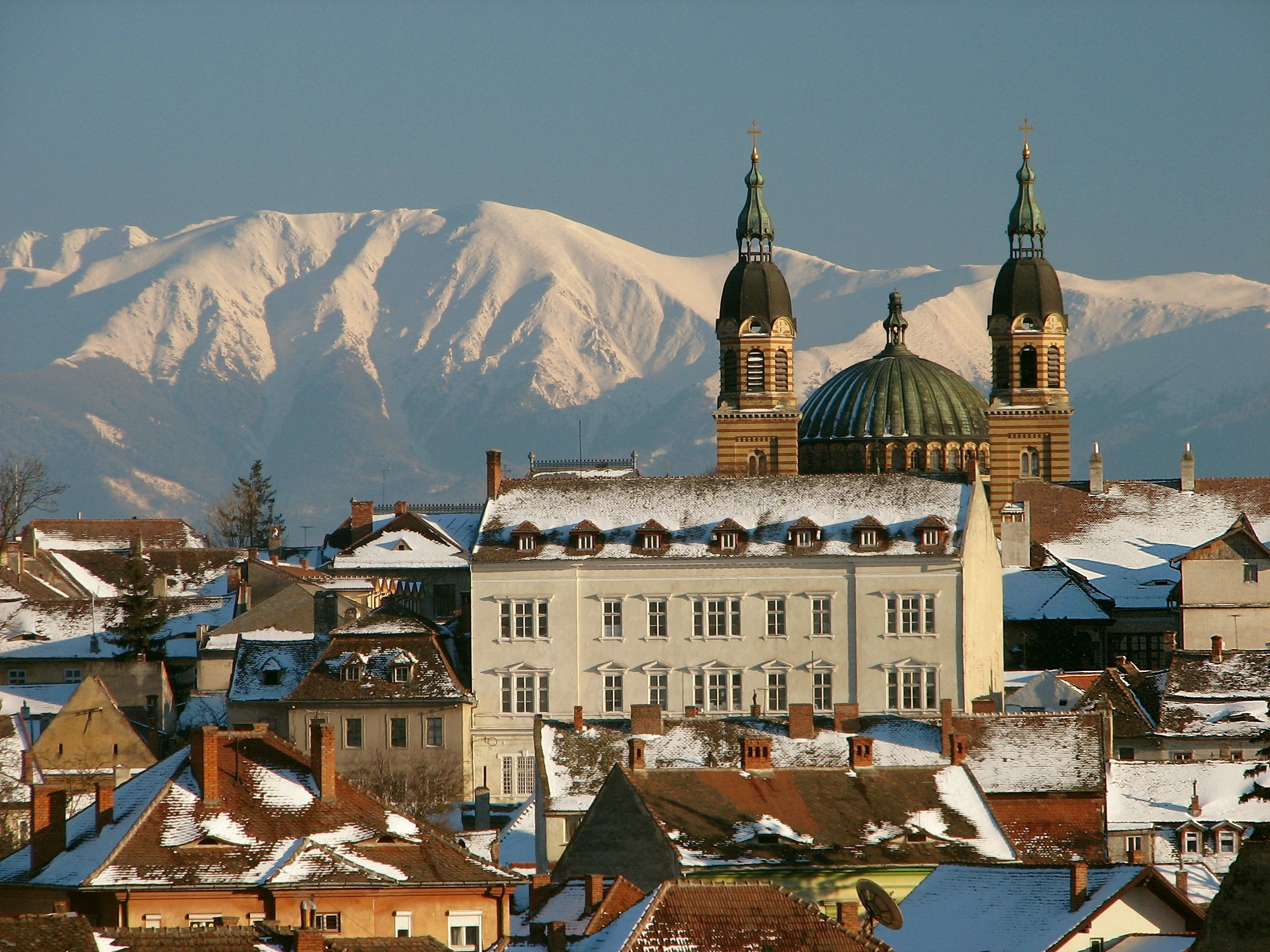
Widok miasta z prawosławnym soborem Trójcy Świętej
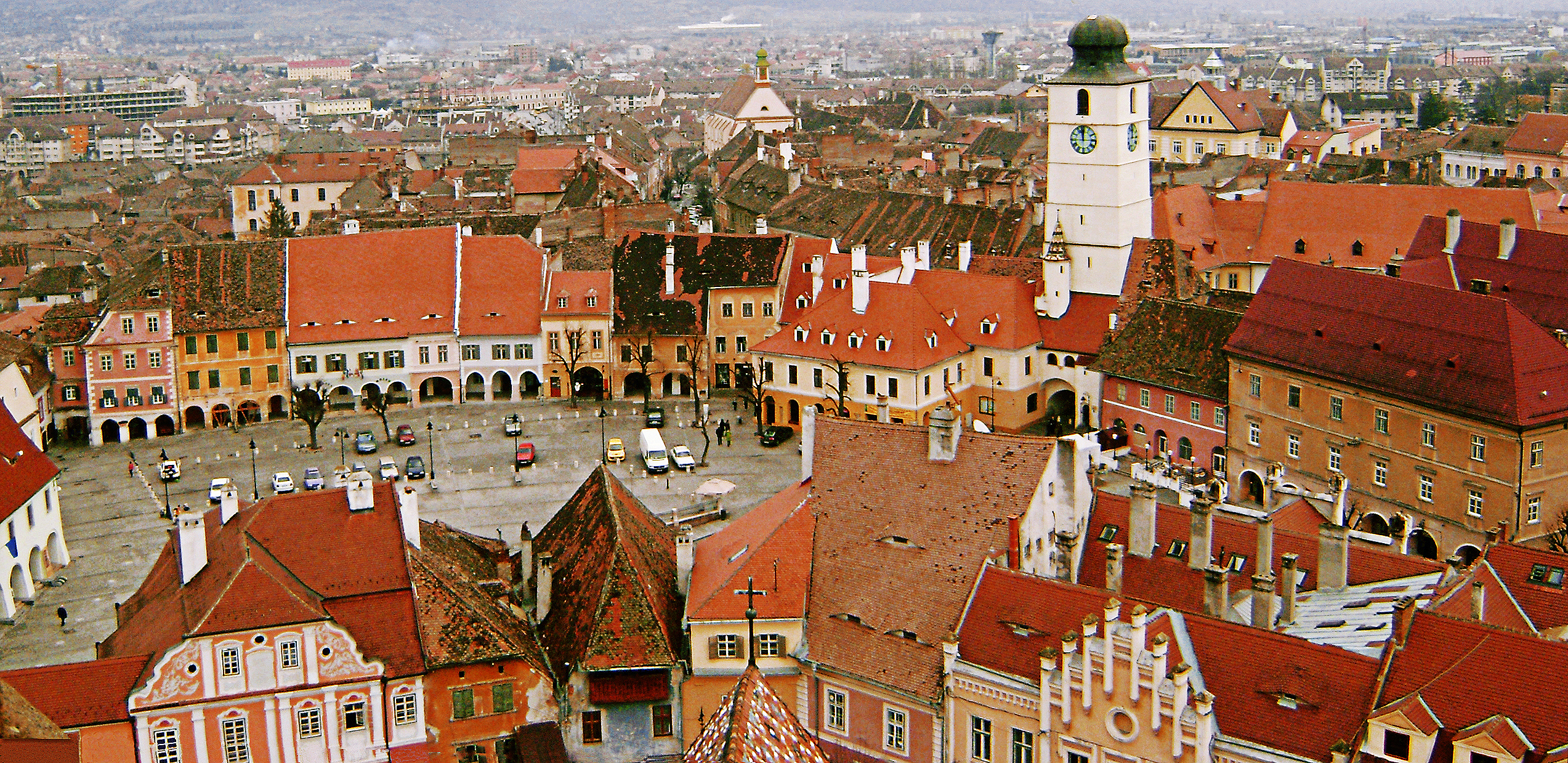
Mały Rynek

### Zabytki

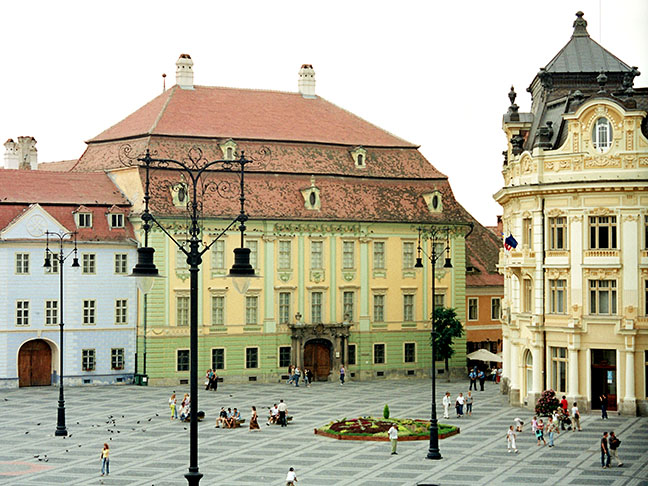
Narodowe Muzeum Brukenthala
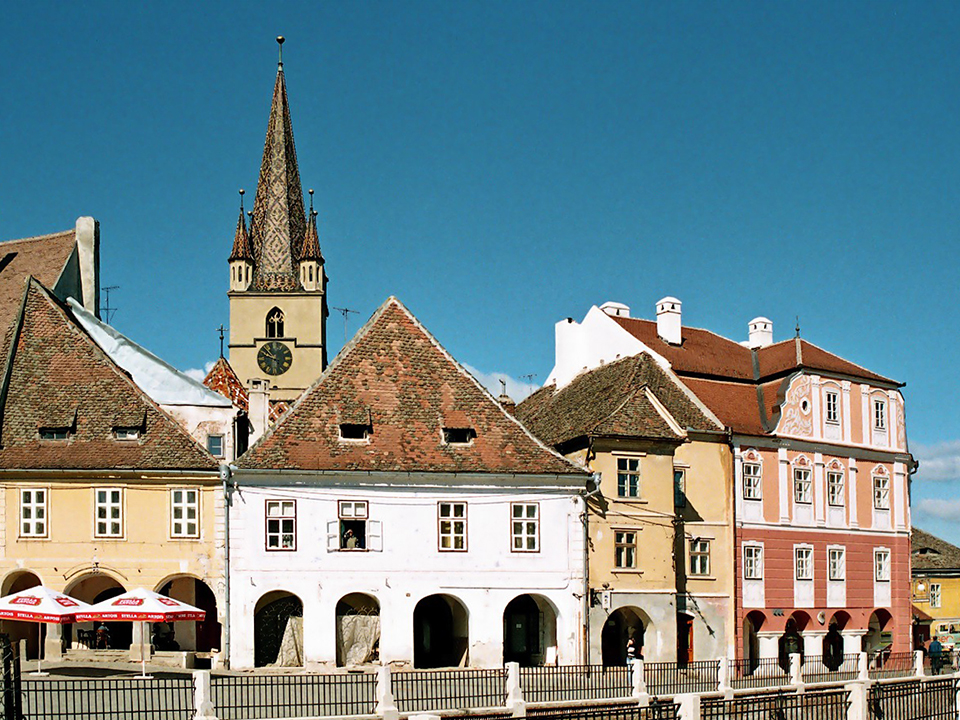
Fragment Małego Rynku
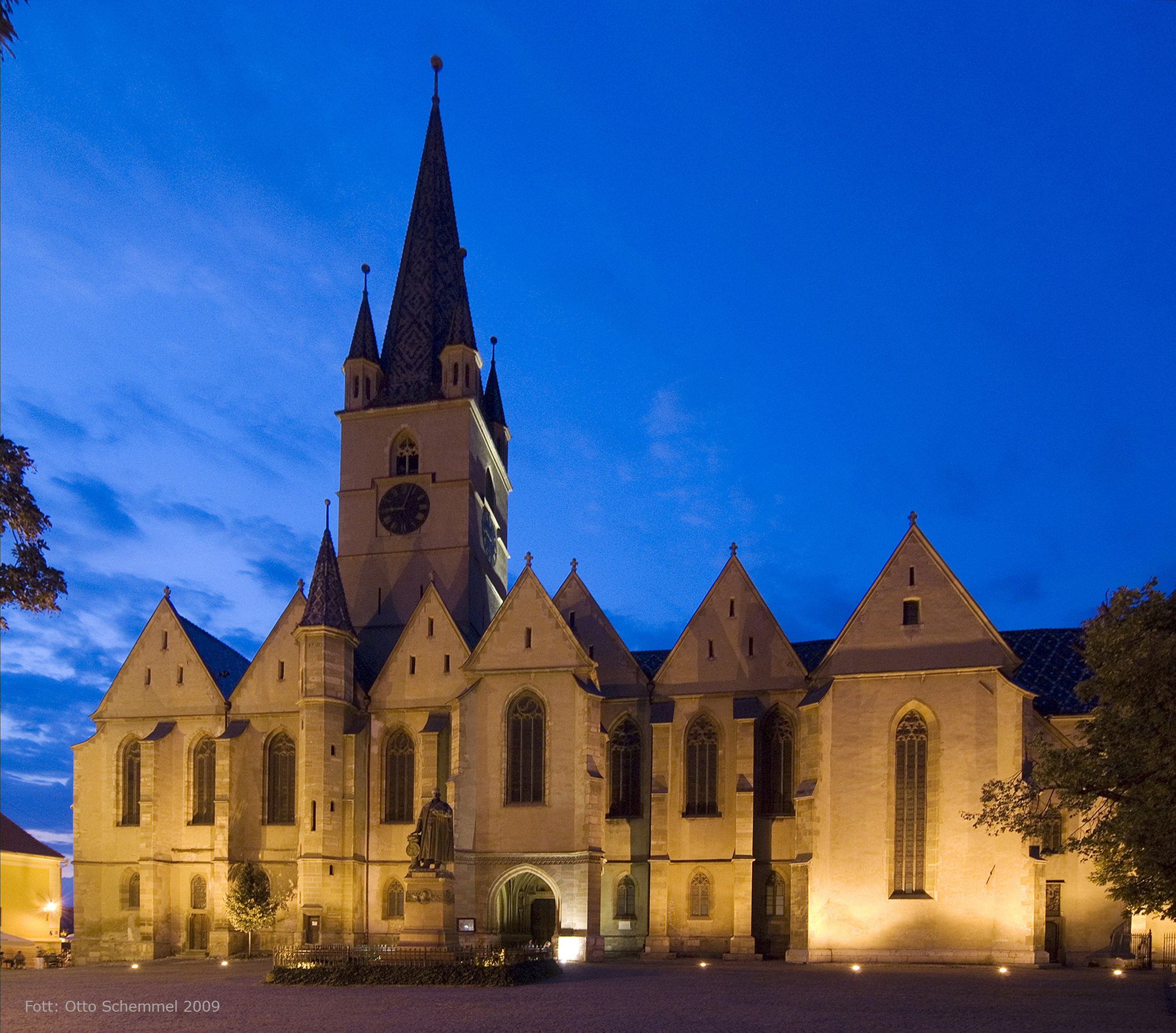
Dawny kościół farny, obecnie katedra ewangelicka
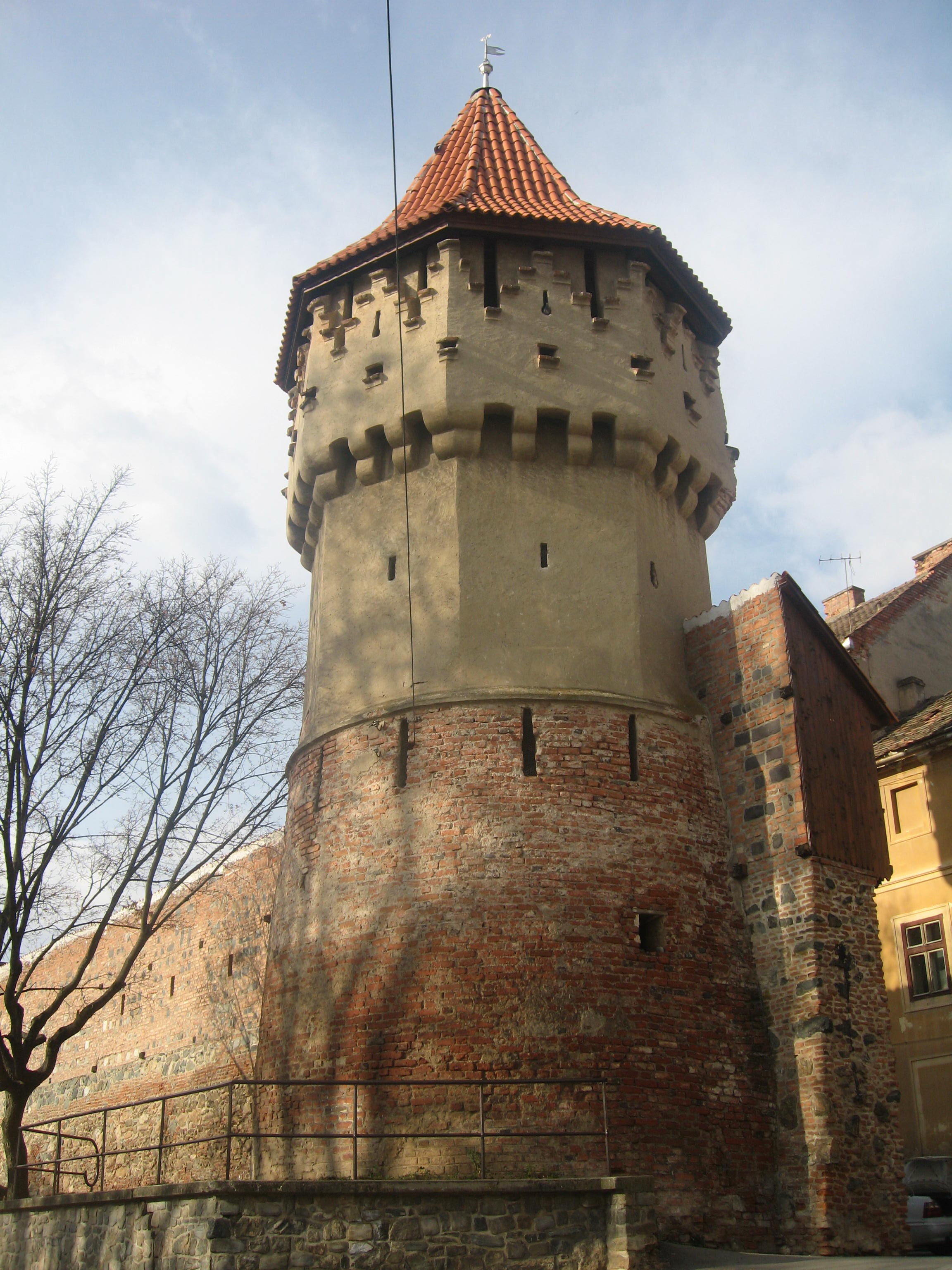
Baszta Dulgherilor z XIV wieku

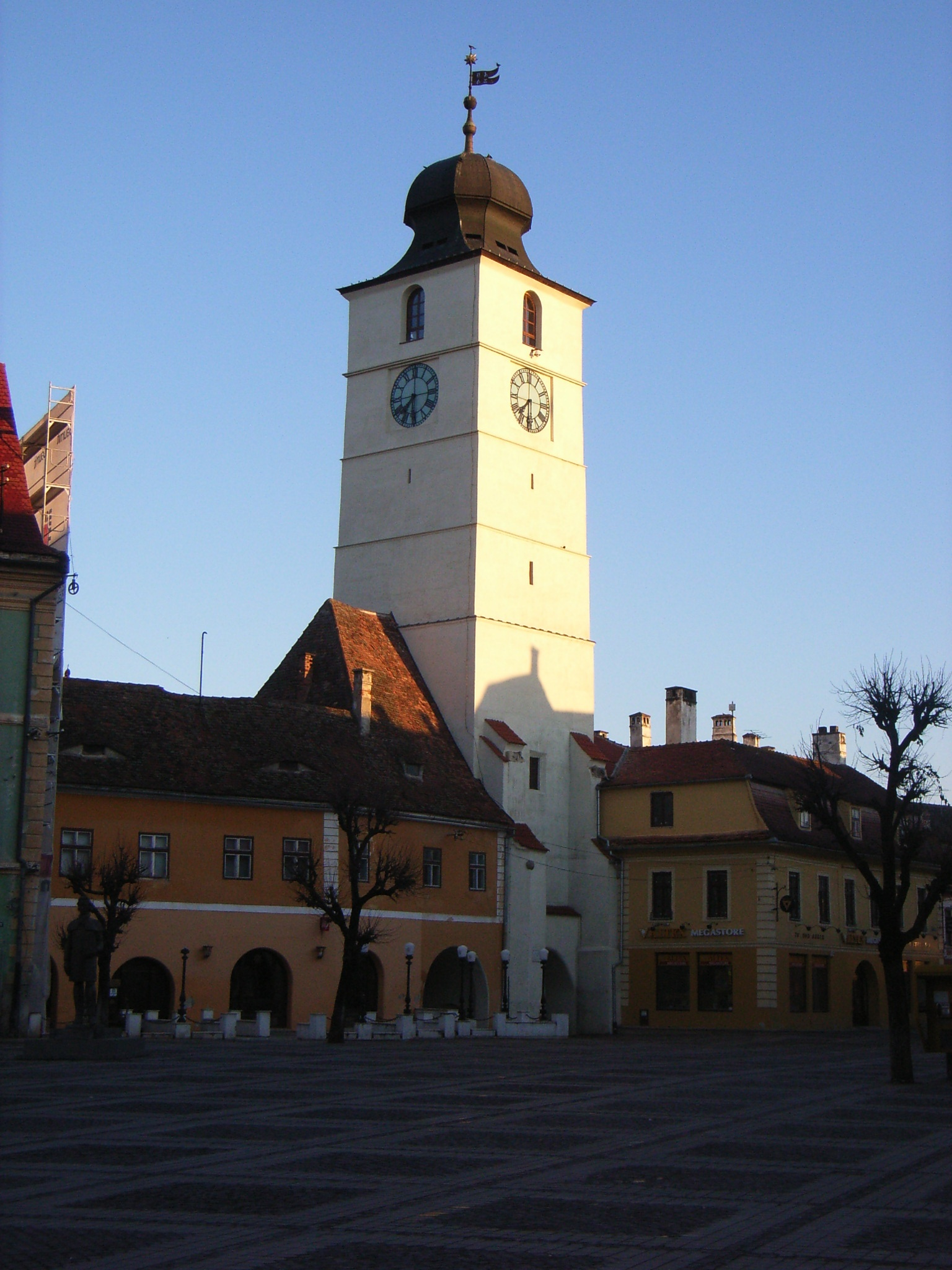
Wieża ratuszowa
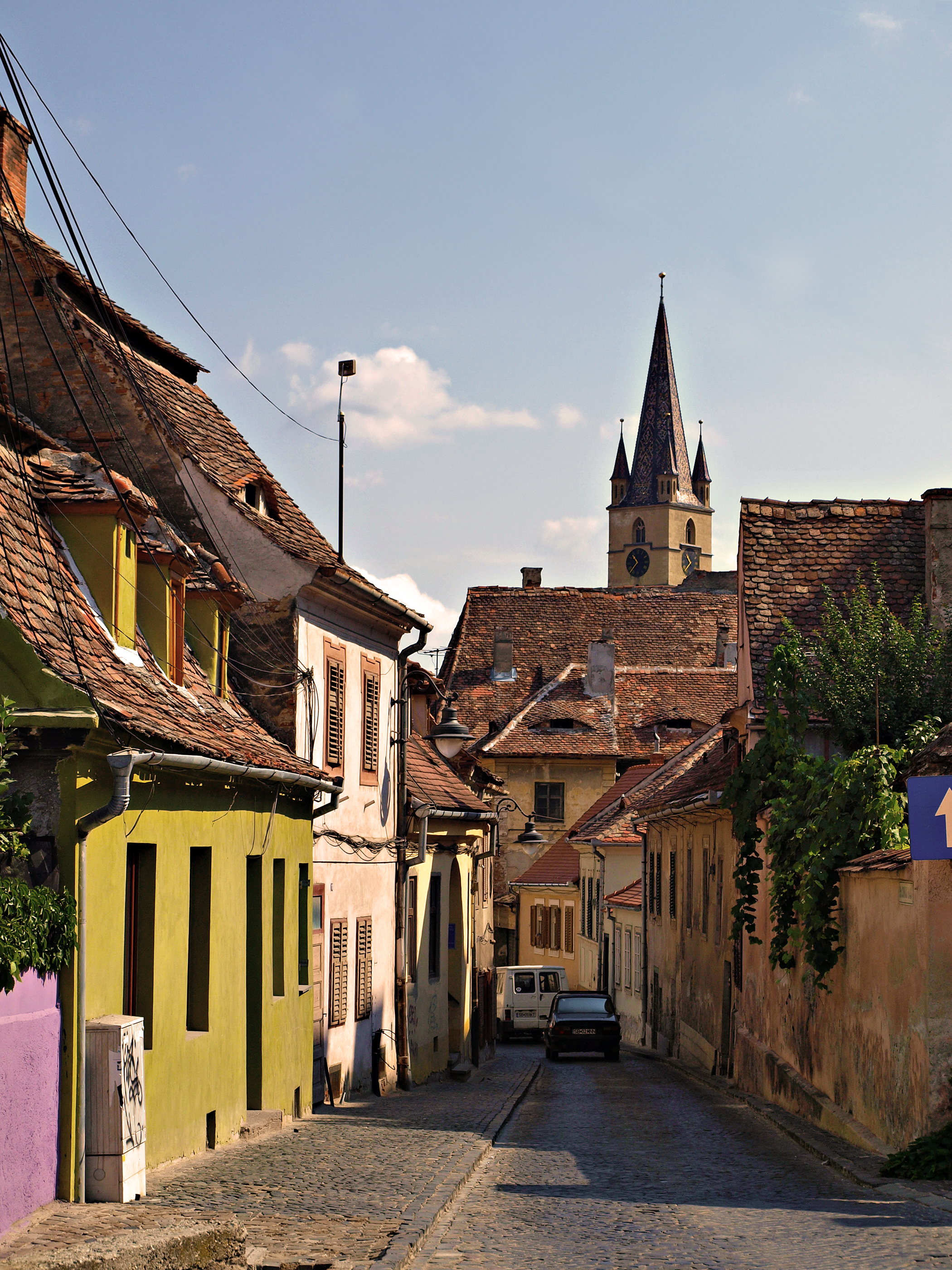
Fragment Starego Miasta, w głębi wieża kościoła farnego
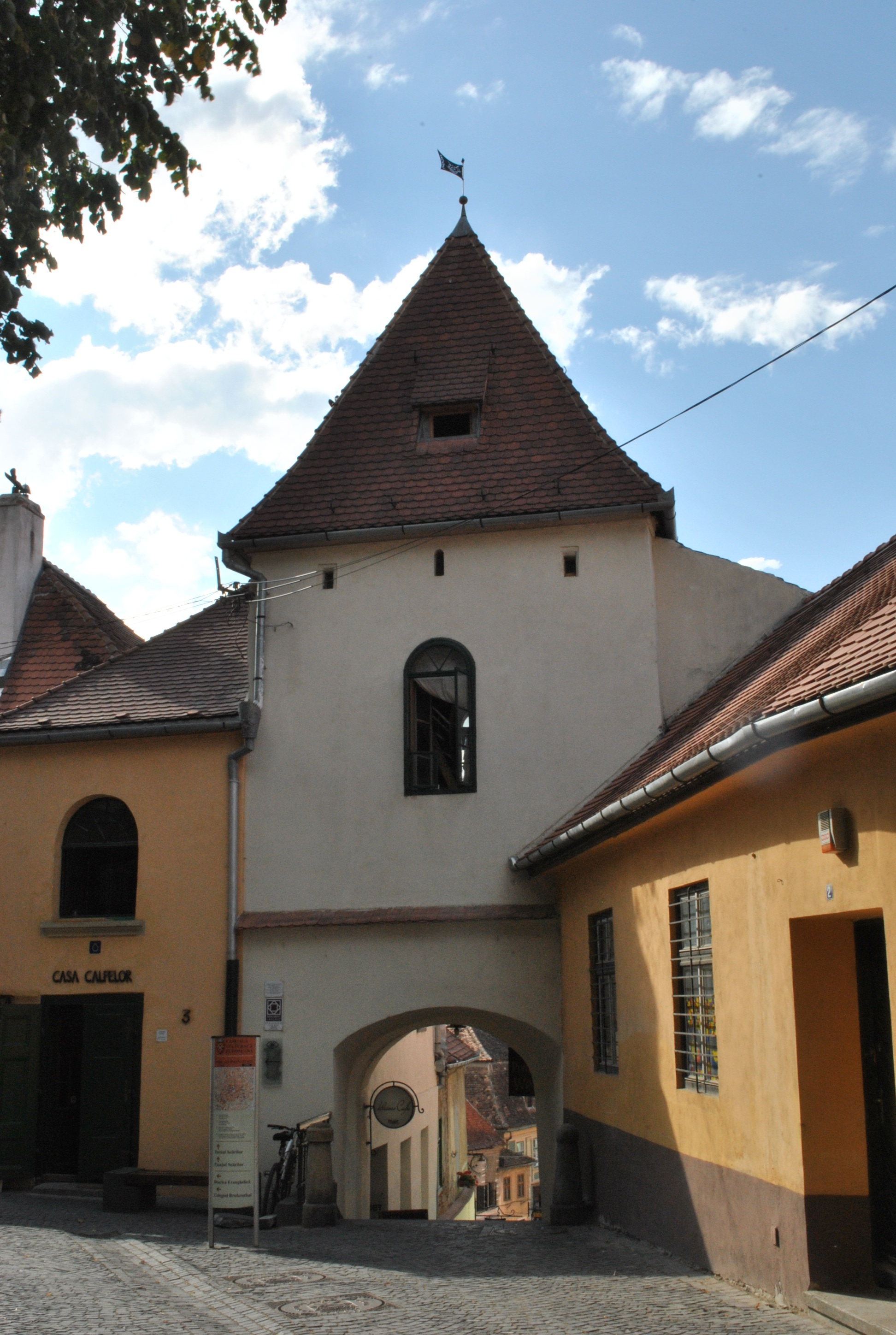
Brama Schodowa (Turnul Scărilor)
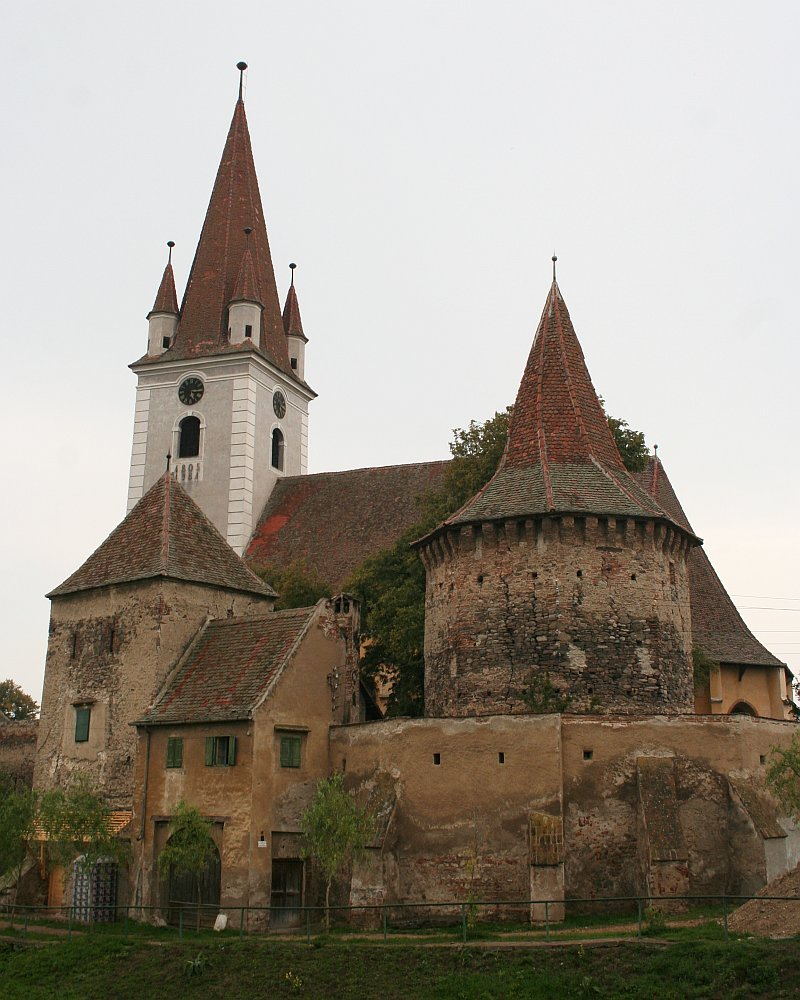
Kościół warowny w Cristian k. Sibiu

### Varia

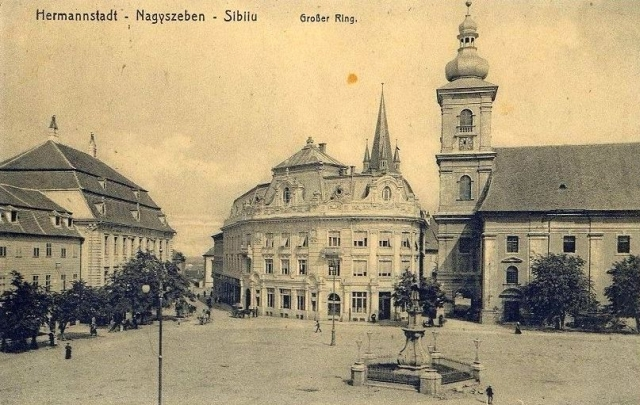
Fragment Dużego Rynku z widokiem na katedrę katolicką i Muzeum Brukenthala
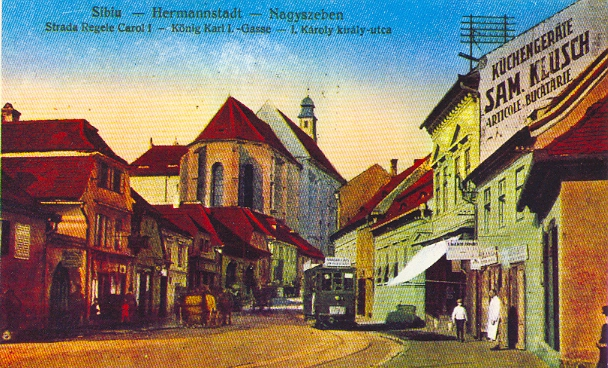
Fragment starego miasta
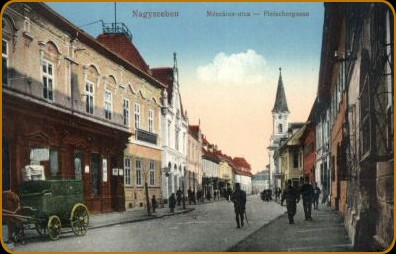
Ulica Mitropoliei
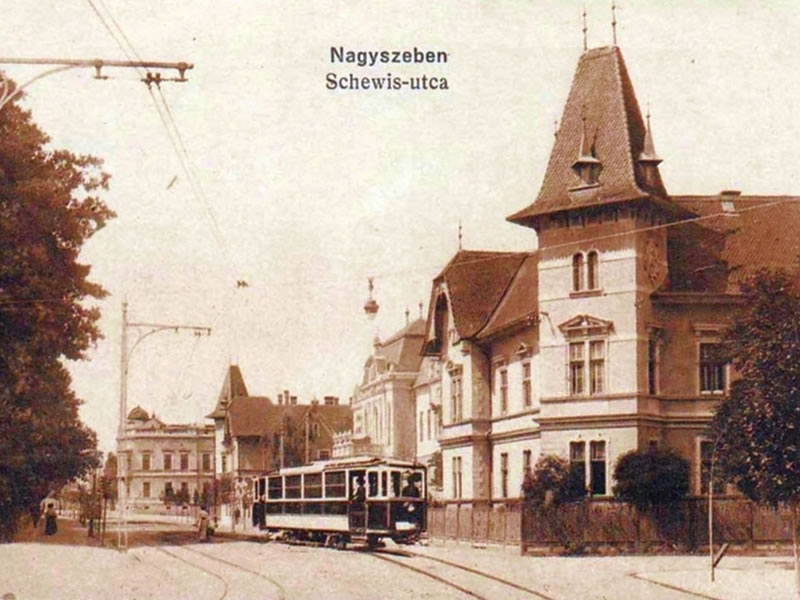
Bulwar Victoriei

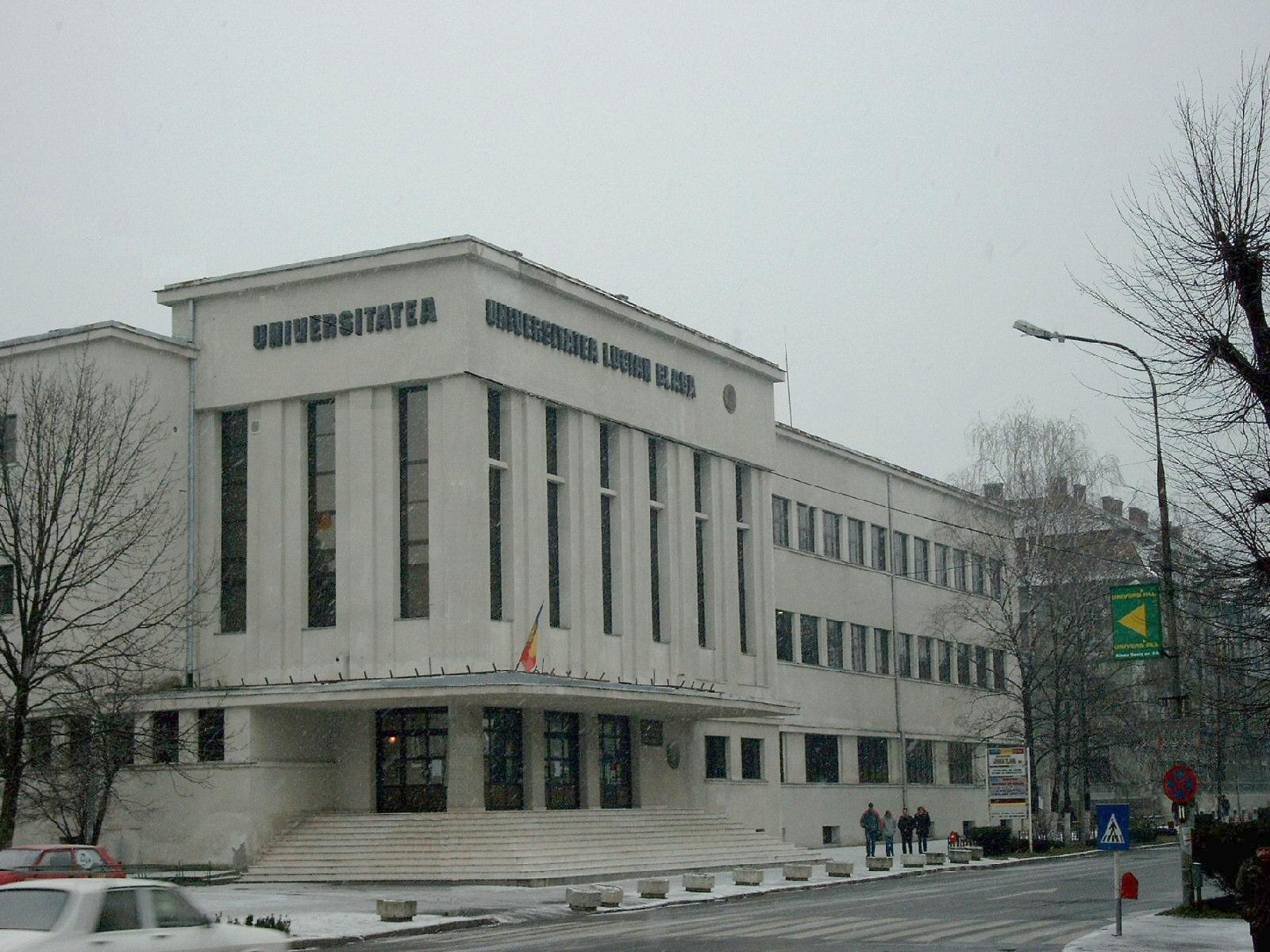
Uniwersytet „Lucian Blaga” w Sybinie
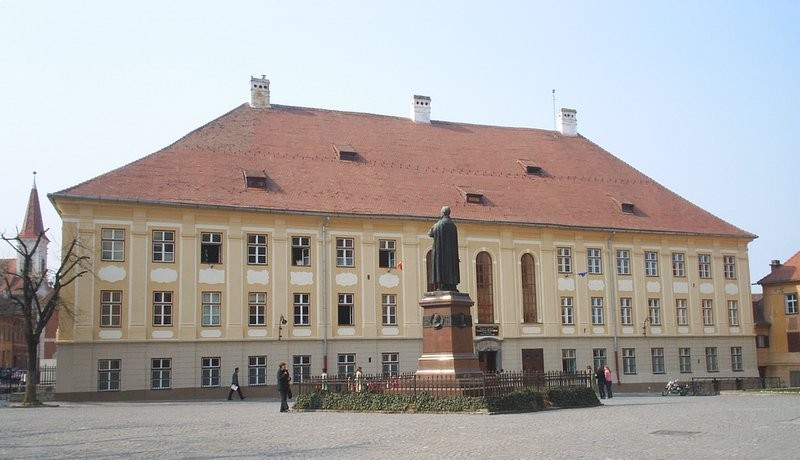
Collegium Brukenthalau
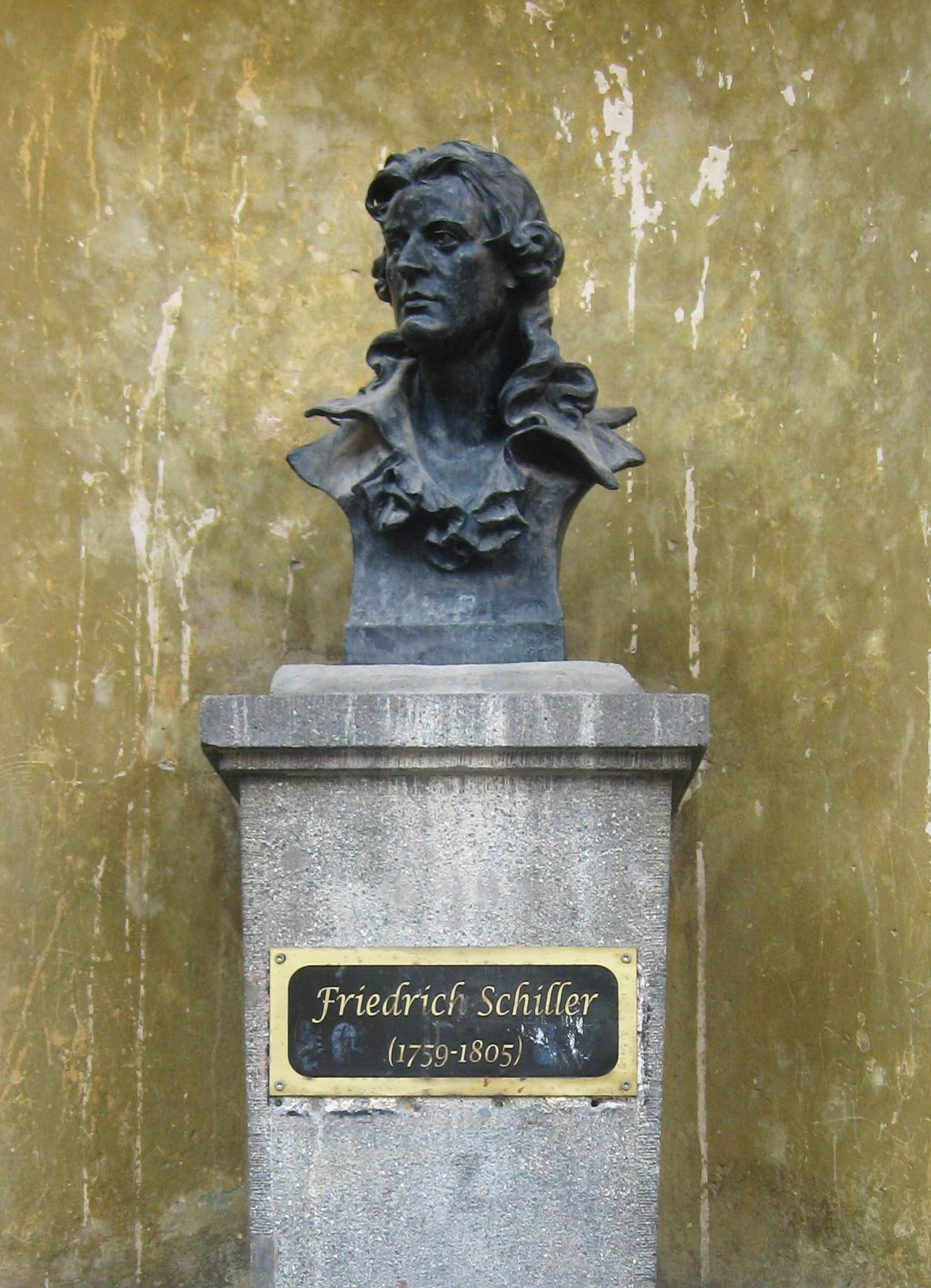
Pomnik Fryderyka Schillera
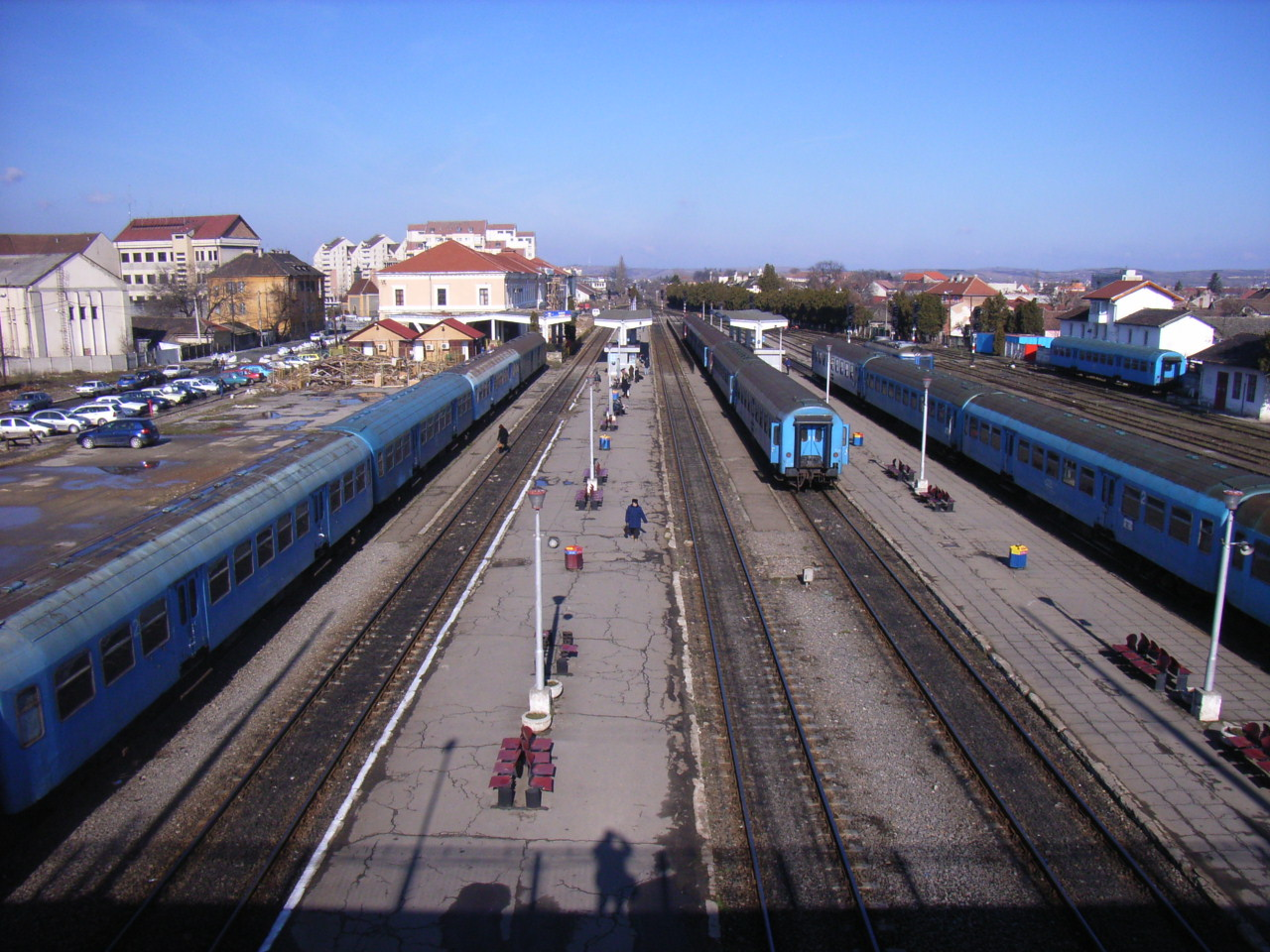
Główna stacja kolejowa w Sybinie